# Mojmir II. Moravski
Mojmir II. je bil najstarejši sin kralja Svetopolka I. in zadnji zgodovinsko znani vladar Velikomoravske, * po 871, † okoli 906/907. 
Izhajal je iz družine Mojmirov. Njegova mati je bila verjetno Svetopolkova žena Svetožizna iz češke rodbine Přemyslidov. 

## Začetek vladanja
Mojmir je postal vladar po očetovi smrti leta 894. Po prihodu na prestol je moral rešiti odnose z Vzhodnofrankovskim cesarstvom, kjer je vladal kralj Arnulf Koroški, ki je skušalo uveljaviti svoj vpliv v Velikomoravski. Državo  so prizadeli tudi Mojmirovi spori z bratom Svetopolkom I., ki je vladal kot knez Nitre. 
Velikomoravska država je zaradi nenehnih notranjih političnih sporov izgubljala svoja  ozemlja. Leta 894 je Spodnjo Panonijo začasno prevzelo Vzhodnofrankovsko cesarstvo. Franki so pridobili vpliv tudi v Češki, ki se je po pristopu Spytihněva I. leta 895 odcepila od Velikomoravske. Češkemu zgledu so sledili polabski Srbi, ki so priznali suverenost Vzhodnofrankovskega cesarstva. 
Leta 896 so ozemlje okoli reke Tise zavzeli Madžari, sicer Mojmirovi zavezniki, brat Svetopolk II. pa je že navezal stike z Bavarci in leta 897 obiskal Arnulfa, da bi z njim sklenil zavezništvo. 
Leta 898 je Mojmir II. poslal glasnike  k papežu v Rim in ga prosil, naj obnovi velikomoravsko škofijo. 

## Spori s Svetolpolkom II. in Bavarci
Leta 898 je Velikomoravsko napadel Mojmirov brat, nitranski knez Svetopolk II., ki so se mu pridružili Bavarci. Izvedli so tri pohode. Mojmir je svojega brata ujel, a so ga njegovi bavarski zavezniki kmalu osvobodili, kar pa ni preprečilo njegovega poraza. Svetopolk II. in Bavarci so leta 899 zapustili Velikomoravsko. Mojmirja sicer niso premagali, vendar so oslabili njegovo vojsko. 
Po Mojmirjevi zmagi in smrti kralja Arnulfa Koroškega decembra 899 so na Velikomoravsko prišli papeški odposlanci in posvetili novega moravskega nadškofa in tri škofe. Eden od novih škofov je nedvomno odšel v Nitro. Ustanovljena je bila nova nadškofija s tremi škofijami in ponovno uvedena staroslovanska liturgija. Cerkvena jurisdikcija je bila za državo izjemno pomembna, ker je podpirala legitimnost monarha. 

## Boji z Madžari
Leta 900 so Madžari skupaj z Moravci napadli Bavarce ter oplenili in zasedli kneževino Panonijo. Zavezništvo se je še istega leta končalo. Izza Karpatov je namreč v porečje Tise prišlo veliko Madžarov, ki so konec leta napadli Velikomoravsko. Oslabljeni državi je ostalo le njeno jedro - Moravska in Nitra. Mojmir II. je opustil spore z Bavarci, ki so se tudi sami zelo zavedali madžarske nevarnosti, in z njimi leta 901 sklenil mir in protimadžarsko zavezništvo. To leto se je na Velikomoravsko vrnil Svetopolk II. 
Leta 902 je Mojmiru II. uspelo zaustaviti madžarski napad. Madžari so ponovno napadli leta 904 in bili v bitki z Bavarci poraženi. Do velike bitke med Moravci in Madžari je ponovno prišlo leta 906. V bitki je verjetno zmagal Mojmir II. in za kratek čas odgnal napadalce. 
Leta 907 se je pri Bratislavi zgodila bitka med Bavarci in Madžari, v kateri se sodelovanje Mojmirja II. in Moravcev ne omenja. Mojmir II. je verjetno že pred bitko umrl ali pa je v njej padel skupaj s svojim bratom in znatnim delom velikomoravskih plemičev. 
Velikomoravska je po teh dogodkih izginila. Njena državna struktura je bila očitno razdrobljena na manjše teritorialne enote in preživela še nekaj desetletij. Prav tako je nekaj časa trajala tudi velikomoravska cerkvena uprava. 

## Zgodovinski viri
Prve omembe Mojmirja II. so iz leta 894, ko je umrl knez Svetopolk I. Posredno ga omenja bizantinski cesar Konstantin Porfirogenet v legendi O treh palicah. Največ o življenju Mojmirja II. se izve iz Fuldskih letopisov, ki ga omenjajo med bojem za oblast z njegovim verjetno polbratom Svetopolkom II. O koncu Velikomoravskega cesarstva je pisal tudi Regino Prümski.